# Lomtjärnen (Nora socken, Västmanland, 660570-144124)
Lomtjärnen är en sjö i Nora kommun i Västmanland och ingår i Göta älvs huvudavrinningsområde.